# Aryna Sabalenka

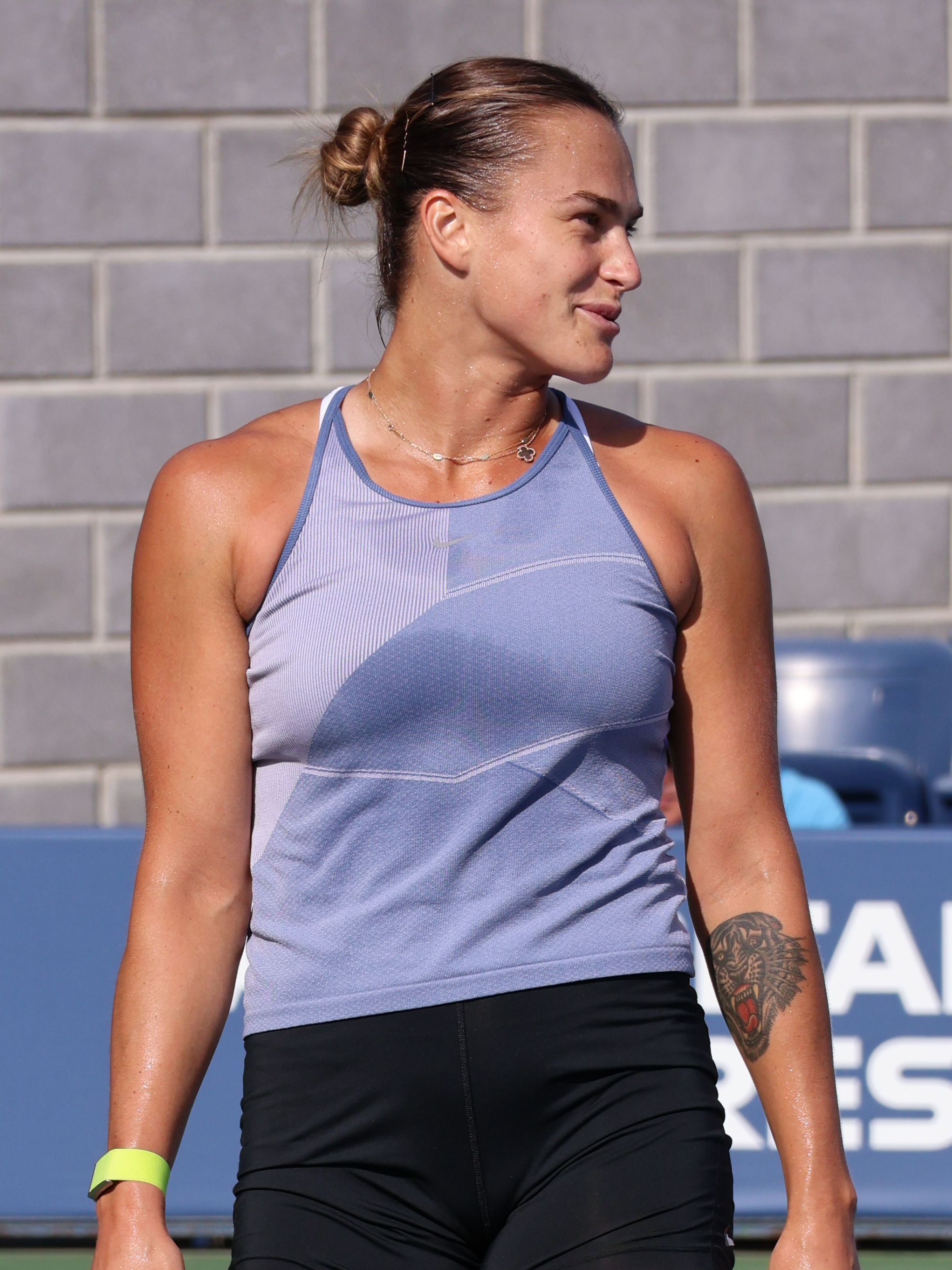
US Open 2023

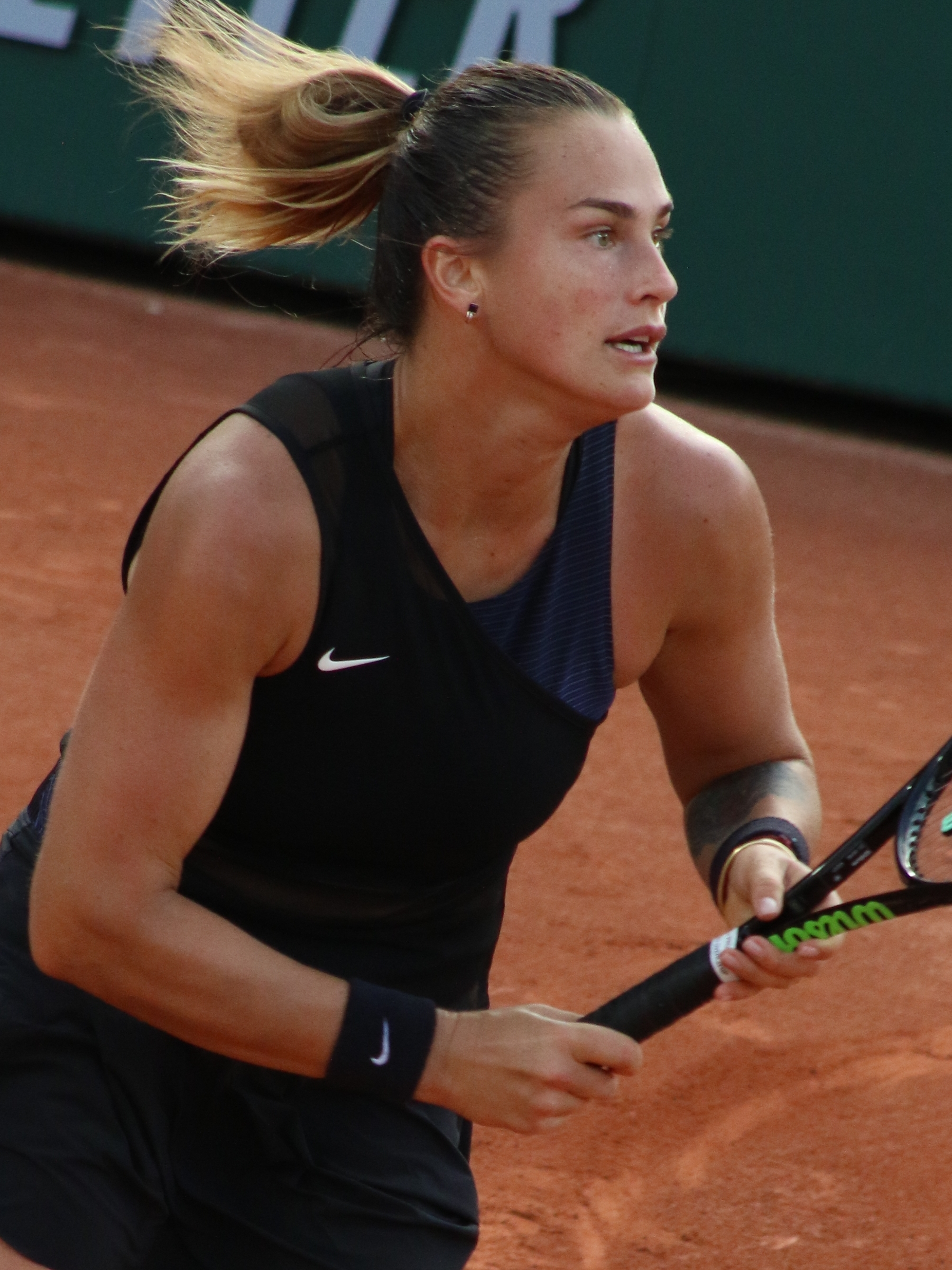
Roland Garros 2021

Aryna Sjarhejewna Sabalenka (Wit-Russisch: Ары́на Сярге́еўна Сабале́нка) (Minsk, 5 mei 1998) is een tennisspeelster uit Wit-Rusland. Sabalenka begon met tennis toen zij zes jaar oud was. Haar favoriete ondergrond is hardcourt. Zij speelt rechtshandig en heeft een tweehandige backhand. Zij is actief in het internationale tennis sinds 2014.

## Loopbaan

### Enkelspel
Sabalenka debuteerde in 2012 op het ITF-toernooi van haar geboorteplaats Minsk (Wit-Rusland). Zij stond in 2015 voor het eerst in een finale, op het ITF-toernooi van Antalya (Turkije) – hier veroverde zij haar eerste titel, door de Roemeense Daiana Negreanu te verslaan. In totaal won zij vijf ITF-titels, de laatste in 2016 in Toyota (Japan).
In 2017 kwalificeerde Sabalenka zich voor het eerst voor een WTA-hoofdtoernooi, op het toernooi van Dubai. Bij de kwalificaties voor Wimbledon 2017 plaatste Sabalenka zich voor het eerst voor het hoofdtoernooi van een grandslam. In de eerste ronde versloeg zij de Russin Irina Chromatsjova, waarna zij in de tweede ronde verloor van Carina Witthöft. Zij stond in 2017 voor het eerst in een WTA-finale, op het toernooi van Tianjin – zij verloor van de Russin Maria Sjarapova. Later dat jaar veroverde Sabalenka haar eerste WTA-titel, op het toernooi van Mumbai, door de Sloveense Dalila Jakupović te verslaan.
In 2019 won Sabalenka haar zesde titel op het B-eindejaarskampioenschap – in de finale versloeg zij de Nederlandse Kiki Bertens. In 2020 volgden nog drie titels, in Doha, Ostrava en Linz. Ook het eerste toernooi in 2021 in Abu Dhabi won zij – daarmee was zij vijftien achtereenvolgende partijen ongeslagen.
Op het Australian Open 2023 won Sabalenka haar eerste grandslamtitel, een titel die zij een jaar later prolongeerde. In augustus 2024 won zij haar zesde WTA 1000-titel op het toernooi van Cincinnati – in de halve finale versloeg zij ranglijstleider Iga Świątek en in de finale Jessica Pegula. Een maand later veroverde Sabalenka haar derde grandslamtitel op het US Open – ook nu was Jessica Pegula haar finale slachtoffer. In oktober volgde haar achttiende WTA-titel (de zevende van niveau WTA 1000) in Wuhan, waar zij te sterk was voor de voor eigen publiek spelende Zheng Qinwen.
In 2025 won Sabalenka haar negentiende titel op het toernooi van Brisbane – in de finale versloeg zij kwalificante Polina Koedermetova. In maart won zij haar twintigste titel op het WTA 1000-toernooi van Miami – in de finale zegevierde zij over de Amerikaanse Jessica Pegula. In mei volgde haar 21e titel op het WTA 1000-toernooi van Madrid – in de finale zegevierde zij over de Amerikaanse Cori Gauff.
Haar hoogste notering op de WTA-ranglijst is de eerste plaats, die zij bereikte in september 2023 – zij wist deze positie acht weken vast te houden. In oktober 2024 kreeg zij deze positie weer terug.

### Dubbelspel
Sabalenka was in het dubbelspel minder actief dan in het enkelspel. Zij debuteerde in 2012 op het ITF-toernooi van Minsk (Wit-Rusland), samen met landgenote Khrystsina Kandratsiuk. Zij stond in 2015 voor het eerst in een finale, op het ITF-toernooi van Iraklion (Griekenland), samen met de Servische Tamara Čurović – zij verloren van het duo Sharrmadaa Baluu en Lee Pei-chi. Later dat jaar veroverde Sabalenka haar eerste titel, op het ITF-toernooi van Antalya (Turkije), samen met de Slowaakse Vivien Juhászová, door het duo Ayla Aksu en Anita Husarić te verslaan. Uiteindelijk bleef dit haar enige ITF-dubbelspeltitel.
In 2017 speelde Sabalenka voor het eerst op een WTA-hoofdtoernooi, op het toernooi van Rabat, samen met de Nederlandse Arantxa Rus. Zij stond later dat jaar voor het eerst in een WTA-finale, op het toernooi van Taipei, samen met de Russin Veronika Koedermetova – hier veroverde zij haar eerste titel, door het koppel Monique Adamczak en Naomi Broady te verslaan.
Op het dubbelspeltoernooi van het US Open 2019 won Sabalenka haar eerste grandslamtitel, met Elise Mertens aan haar zijde. Haar vierde titel met Mertens (de vijfde in totaal) won Sabalenka op het WTA-toernooi van Ostrava 2020.
Op het Australian Open 2021 won Sabalenka met Mertens haar tweede grandslamtitel. Daarmee steeg zij op de wereldranglijst naar de eerste plaats. Haar zevende titel won zij met landgenote Viktoryja Azarenka op het WTA-toernooi van Berlijn.

### Tennis in teamverband
In de periode 2016–2020 maakte Sabalenka deel uit van het Wit-Russische Fed Cup-team – zij behaalde daar een winst/verlies-balans van 11–10. In de eerste ronde van Fed Cup 2017 Wereldgroep I maakte zij deel uit van het team dat de Nederlandse dames met 4–1 versloeg – daarbij klopte zij Michaëlla Krajicek. Na winst op Zwitserland in de halve finale, kwamen zij in de finale tegenover de Amerikaanse dames te staan – ondanks haar persoonlijke winst tegen Sloane Stephens moesten zij de beker nipt aan het Amerikaanse team laten. Ook in de eerste ronde van Fed Cup 2020 versloegen zij het Nederlandse team, met 3–2.

## Posities op deWTA-ranglijst
Positie per einde seizoen:
| jaar | rang enkelspel | rang dubbelspel |
| ---- | -------------- | --------------- |
| 2015 | 548            | 851             |
| 2016 | 159            | 917             |
| 2017 | 78             | 444             |
| 2018 | 11             | 61              |
| 2019 | 11             | 5               |
| 2020 | 10             | 5               |
| 2021 | 2              | 28              |
| 2022 | 5              | 319             |
| 2023 | 2              | 409             |
| 2024 | 1              | –               |

## Palmares
| Legenda                 |
| ----------------------- |
| Grandslamtoernooi       |
| Olympische Spelen       |
| Year-End Championships  |
| Premier Mandatory       |
| Premier Five / WTA 1000 |
| Premier / WTA 500       |
| International / WTA 250 |
| Challenger / WTA 125    |

### Overwinningen op een regerend nummer 1
Sabalenka heeft tot op heden vijfmaal een partij tegen een op dat ogenblik heersend leider van de wereldranglijst gewonnen (peildatum 18 augustus 2024):
| nr. | datum      | toernooi       | ronde        | tegenstandster | score         |         |
| --- | ---------- | -------------- | ------------ | -------------- | ------------- | ------- |
| 1.  | 2019-09-27 | WTA Wuhan      | halve finale | Ashleigh Barty | 7-5, 6-4      | details |
| 2.  | 2021-05-08 | WTA Madrid     | finale       | Ashleigh Barty | 6-0, 3-6, 6-4 | details |
| 3.  | 2022-11-06 | WTA Finals     | halve finale | Iga Świątek    | 6-2, 2-6, 6-1 | details |
| 4.  | 2023-05-06 | WTA Madrid     | finale       | Iga Świątek    | 6-3, 3-6, 6-3 | details |
| 5.  | 2024-08-18 | WTA Cincinnati | halve finale | Iga Świątek    | 6-3, 6-3      | details |

### WTA-finaleplaatsen enkelspel
| nr.              | finale     | toernooi         | ondergrond    | tegenstandster          | score         |         |
| ---------------- | ---------- | ---------------- | ------------- | ----------------------- | ------------- | ------- |
| gewonnen finales |            |                  |               |                         |               |         |
| 01.              | 2017-11-26 | WTA Mumbai       | hardcourt     | Dalila Jakupović        | 6-2, 6-3      | details |
| 02.              | 2018-08-25 | WTA New Haven    | hardcourt     | Carla Suárez Navarro    | 6-1, 6-4      | details |
| 03.              | 2018-09-29 | WTA Wuhan        | hardcourt     | Anett Kontaveit         | 6-3, 6-3      | details |
| 04.              | 2019-01-05 | WTA Shenzhen     | hardcourt     | Alison Riske            | 4-6, 7-6, 6-3 | details |
| 05.              | 2019-09-28 | WTA Wuhan        | hardcourt     | Alison Riske            | 6-3, 3-6, 6-1 | details |
| 06.              | 2019-10-27 | WTA Elite Trophy | hardcourt (i) | Kiki Bertens            | 6-4, 6-2      | details |
| 07.              | 2020-02-29 | WTA Doha         | hardcourt     | Petra Kvitová           | 6-3, 6-3      | details |
| 08.              | 2020-10-25 | WTA Ostrava      | hardcourt (i) | Viktoryja Azarenka      | 6-2, 6-2      | details |
| 09.              | 2020-11-15 | WTA Linz         | hardcourt (i) | Elise Mertens           | 7-5, 6-2      | details |
| 10.              | 2021-01-13 | WTA Abu Dhabi    | hardcourt     | Veronika Koedermetova   | 6-2, 6-2      | details |
| 11.              | 2021-05-08 | WTA Madrid       | gravel        | Ashleigh Barty          | 6-0, 3-6, 6-4 | details |
| 12.              | 2023-01-08 | WTA Adelaide     | hardcourt     | Linda Nosková           | 6-3, 7-6      | details |
| 13.              | 2023-01-28 | Australian Open  | hardcourt     | Jelena Rybakina         | 4-6, 6-3, 6-4 | details |
| 14.              | 2023-05-06 | WTA Madrid       | gravel        | Iga Świątek             | 6-3, 3-6, 6-3 | details |
| 15.              | 2024-01-27 | Australian Open  | hardcourt     | Zheng Qinwen            | 6-3, 6-2      | details |
| 16.              | 2024-08-19 | WTA Cincinnati   | hardcourt     | Jessica Pegula          | 6-3, 7-5      | details |
| 17.              | 2024-09-07 | US Open          | hardcourt     | Jessica Pegula          | 7-5, 7-5      | details |
| 18.              | 2024-10-13 | WTA Wuhan        | hardcourt     | Zheng Qinwen            | 6-3, 5-7, 6-3 | details |
| 19.              | 2025-01-05 | WTA Brisbane     | hardcourt     | Polina Koedermetova     | 4-6, 6-3, 6-2 | details |
| 20.              | 2025-03-29 | WTA Miami        | hardcourt     | Jessica Pegula          | 7-5, 6-2      | details |
| 21.              | 2025-05-03 | WTA Madrid       | gravel        | Cori Gauff              | 6-3, 7-6      | details |
| verloren finales |            |                  |               |                         |               |         |
| 01.              | 2017-10-15 | WTA Tianjin      | hardcourt     | Maria Sjarapova         | 5-7, 6-7      | details |
| 02.              | 2018-04-15 | WTA Lugano       | gravel        | Elise Mertens           | 5-7, 2-6      | details |
| 03.              | 2018-06-30 | WTA Eastbourne   | gras          | Caroline Wozniacki      | 5-7, 6-7      | details |
| 04.              | 2019-08-04 | WTA San Jose     | hardcourt     | Zheng Saisai            | 3-6, 6-7      | details |
| 05.              | 2021-04-25 | WTA Stuttgart    | gravel (i)    | Ashleigh Barty          | 6-3, 0-6, 3-6 | details |
| 06.              | 2022-04-24 | WTA Stuttgart    | gravel (i)    | Iga Świątek             | 2-6, 2-6      | details |
| 07.              | 2022-06-12 | WTA Rosmalen     | gras          | Jekaterina Aleksandrova | 5-7, 0-6      | details |
| 08.              | 2022-11-07 | WTA Finals       | hardcourt (i) | Caroline Garcia         | 6-7, 4-6      | details |
| 09.              | 2023-03-20 | WTA Indian Wells | hardcourt     | Jelena Rybakina         | 6-7, 4-6      | details |
| 10.              | 2023-04-23 | WTA Stuttgart    | gravel (i)    | Iga Świątek             | 3-6, 4-6      | details |
| 11.              | 2023-09-09 | US Open          | hardcourt     | Cori Gauff              | 6-2, 3-6, 2-6 | details |
| 12.              | 2024-01-07 | WTA Brisbane     | hardcourt     | Jelena Rybakina         | 0-6, 3-6      | details |
| 13.              | 2024-05-04 | WTA Madrid       | gravel        | Iga Świątek             | 5-7, 6-4, 6-7 | details |
| 14.              | 2024-05-18 | WTA Rome         | gravel        | Iga Świątek             | 2-6, 3-6      | details |
| 15.              | 2025-01-25 | Australian Open  | hardcourt     | Madison Keys            | 3-6, 6-2, 5-7 | details |
| 16.              | 2025-03-16 | WTA Indian Wells | hardcourt     | Mirra Andrejeva         | 6-2, 4-6, 3-6 | details |
| 17.              | 2025-04-21 | WTA Stuttgart    | gravel (i)    | Jeļena Ostapenko        | 4-6, 1-6      | details |
| 18.              | 2025-06-07 | Roland Garros    | gravel        | Cori Gauff              | 7-6, 2-6, 4-6 | details |

### WTA-finaleplaatsen vrouwendubbelspel

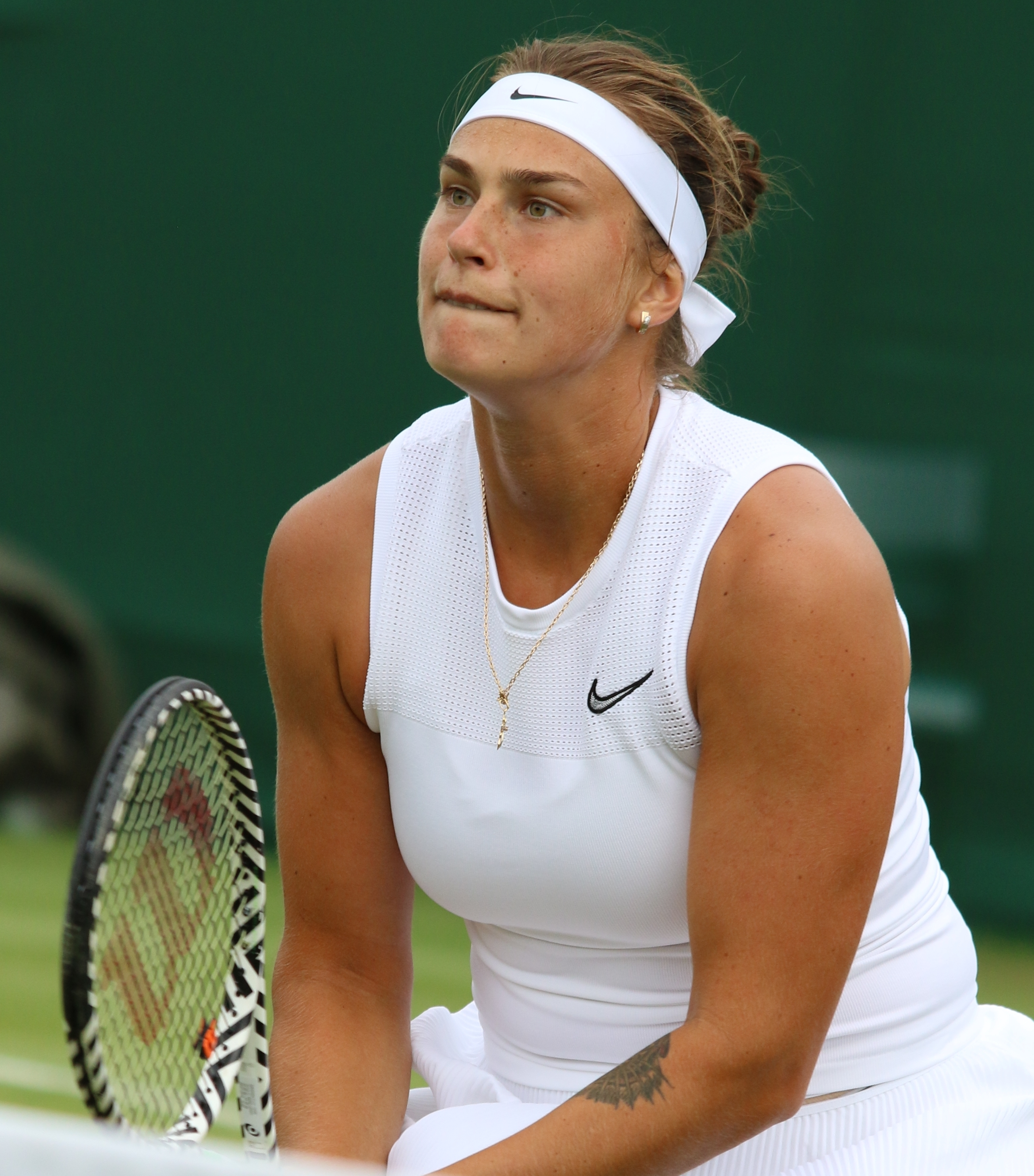
Wimbledon 2019

| nr.              | finale     | toernooi         | ondergrond    | partner               | tegenstandsters                       | score            |         |
| ---------------- | ---------- | ---------------- | ------------- | --------------------- | ------------------------------------- | ---------------- | ------- |
| gewonnen finales |            |                  |               |                       |                                       |                  |         |
| 1.               | 2017-11-19 | WTA Taipei       | tapijt (i)    | Veronika Koedermetova | Monique Adamczak Naomi Broady         | 2-6, 7-6, [10-6] | details |
| 2.               | 2019-03-16 | WTA Indian Wells | hardcourt     | Elise Mertens         | Barbora Krejčíková Kateřina Siniaková | 6-3, 6-2         | details |
| 3.               | 2019-03-31 | WTA Miami        | hardcourt     | Elise Mertens         | Samantha Stosur Zhang Shuai           | 7-6, 6-2         | details |
| 4.               | 2019-09-08 | US Open          | hardcourt     | Elise Mertens         | Viktoryja Azarenka Ashleigh Barty     | 7-5, 7-5         | details |
| 5.               | 2020-10-25 | WTA Ostrava      | hardcourt (i) | Elise Mertens         | Gabriela Dabrowski Luisa Stefani      | 6-1, 6-3         | details |
| 6.               | 2021-02-19 | Australian Open  | hardcourt     | Elise Mertens         | Barbora Krejčíková Kateřina Siniaková | 6-2, 6-3         | details |
| 7.               | 2021-06-20 | WTA Berlijn      | gras          | Viktoryja Azarenka    | Nicole Melichar Demi Schuurs          | 4-6, 7-5, [10-4] | details |
| verloren finales |            |                  |               |                       |                                       |                  |         |
| 1.               | 2018-04-15 | WTA Lugano       | gravel        | Vera Lapko            | Kirsten Flipkens Elise Mertens        | 1-6, 3-6         | details |
| 2.               | 2019-09-28 | WTA Wuhan        | hardcourt     | Elise Mertens         | Duan Yingying Veronika Koedermetova   | 6-7, 2-6         | details |

## Resultaten grote toernooien
| Legenda | Legenda                          |
| ------- | -------------------------------- |
| g.t.    | geen toernooi gehouden           |
| l.c.    | lagere categorie                 |
| –       | niet deelgenomen                 |
| G       | uitgeschakeld in de groepsfase   |
| 1R      | uitgeschakeld in de eerste ronde |
| 2R      | uitgeschakeld in de tweede ronde |
| 3R      | uitgeschakeld in de derde ronde  |
| 4R      | uitgeschakeld in de vierde ronde |
| KF      | uitgeschakeld in de kwartfinale  |
| HF      | uitgeschakeld in de halve finale |
| F       | de finale verloren               |
| W       | het toernooi gewonnen            |
| w-v     | winst/verlies-balans             |

### Enkelspel
| toernooi            | 2017 | 2018 | 2019 | 2020 | 2021 | 2022 | 2023 | 2024 | 2025 |
| ------------------- | ---- | ---- | ---- | ---- | ---- | ---- | ---- | ---- | ---- |
| grandslamtoernooien |      |      |      |      |      |      |      |      |      |
| Australian Open     | –    | 1R   | 3R   | 1R   | 4R   | 4R   | W    | W    | F    |
| Roland Garros       | –    | 1R   | 2R   | 3R   | 3R   | 3R   | HF   | KF   | F    |
| Wimbledon           | 2R   | 1R   | 1R   | g.t. | HF   | –    | HF   | –    | HF   |
| US Open             | –    | 4R   | 2R   | 2R   | HF   | HF   | F    | W    |      |
| WTA 1000            |      |      |      |      |      |      |      |      |      |
| Dubai/Doha          | 1R   | –    | 3R   | W    | KF   | KF   | KF   | 2R   | 3R   |
| Indian Wells        | –    | 3R   | 4R   | g.t. | –    | 2R   | F    | 4R   | F    |
| Miami               | –    | 2R   | 2R   | g.t. | KF   | 2R   | KF   | 3R   | W    |
| Madrid              | –    | 1R   | 1R   | g.t. | W    | 1R   | W    | F    | W    |
| Rome                | –    | 1R   | 1R   | –    | 3R   | HF   | 2R   | F    | KF   |
| Cincinnati          | –    | HF   | 3R   | 3R   | 2R   | HF   | HF   | W    |      |
| Wuhan               | –    | W    | W    | g.t. | g.t. | g.t. | g.t. | W    |      |

### Vrouwendubbelspel
| toernooi            | 2018 | 2019 | 2020 | 2021 |
| ------------------- | ---- | ---- | ---- | ---- |
| grandslamtoernooien |      |      |      |      |
| Australian Open     | 1R   | 3R   | KF   | W    |
| Roland Garros       | –    | HF   | 2R   | –    |
| Wimbledon           | 2R   | KF   | g.t. | –    |
| US Open             | 3R   | W    | KF   | –    |
| Premier Mandatory   |      |      |      |      |
| Indian Wells        | 2R   | W    | g.t. | –    |
| Miami               | 1R   | W    | g.t. | 1R   |

### Gemengd dubbelspel
| toernooi        | 2019 |
| --------------- | ---- |
| Australian Open | –    |
| Roland Garros   | –    |
| Wimbledon       | 2R   |
| US Open         | –    |